# Elite Women's Hockey League 2015-2016
L'Elite Women's Hockey League 2015-2016 è la dodicesima edizione di questo torneo per squadre femminili di club.

## Formula
Il torneo si svolge tra il mese di settembre del 2015 ed il marzo del 2016. Rispetto alla stagione precedente vi hanno preso parte le medesime sei squadre provenienti da Austria, Italia, Slovacchia ed Ungheria, a cui si è aggiunta una novità, le kazake dell'Aisulu Almaty, che tuttavia avrebbero giocato tutti gli incontri in trasferta.
Ognuna delle sette squadre affronterà le altre per tre volte nella regular season. Per una vittoria nei tempi regolamentari, la vincente riceveva tre punti; in caso di pareggio si giocava un tempo supplementare, eventualmente seguito, in caso di ulteriore parità, dai tiri di rigore: in questo caso, alla compagine vincitrice sarebbero andati due punti ed uno alla sconfitta.
Torna all'antico la formula dei play-off: si terrà, come fino alla stagione 2013-2014, una final four con semifinali e finali tra le prime quattro classificate della regular season.

## Classifica dellaRegular season
| Pos. | Squadra             | Paese      | PG | V  | VOT | POT | P  | Reti   | Pt. |
| 1.   | Vienna Sabres       | Austria    | 18 | 12 | 0   | 0   | 3  | 117:36 | 45  |
| 2.   | Aisulu Almaty       | Kazakistan | 18 | 8  | 3   | 1   | 6  | 59:46  | 31  |
| 3.   | Salisburgo Eagles   | Austria    | 18 | 9  | 0   | 2   | 7  | 57:43  | 29  |
| 4.   | KMH Budapest        | Ungheria   | 18 | 7  | 1   | 4   | 6  | 57:53  | 27  |
| 5.   | EV Bozen Eagles     | Italia     | 18 | 7  | 3   | 0   | 8  | 58:54  | 27  |
| 6.   | SKP Bratislava      | Slovacchia | 18 | 7  | 2   | 2   | 7  | 43:49  | 27  |
| 7.   | Neuberg Highlanders | Austria    | 18 | 1  | 0   | 0   | 17 | 23:133 | 3   |

## Final-four
Il 15 febbraio 2016 gli organizzatori chiesero alle EV Bozen Eagles di farsi carico dell'organizzazione del torneo finale, quando ancora non era conclusa la regular season e non era certo, in attesa dell'ultima partita, il nome della quarta squadra qualificata tra le Eagles e il KMH Budapest. La vittoria della squadra di Budapest contro la capolista Vienna Sabres nell'ultima giornata qualificò le magiare a scapito di italiane e slovacche, in virtù dei risultati negli scontri diretti.
Vista l'indisponibilità del Palaonda di Bolzano, per ospitare la Final-four fu scelta la Disco Arena di Vipiteno.

### Semifinali
| Vipiteno 27 febbraio 2016, ore 17:00 UTC+1 | Vienna Sabres | 5 – 1 (1-0, 2-1, 2-0) referto | KMH Budapest | Disco Arena (50 spett.)\| Arbitro: \| Miriam Gruber \| |
| Arbitro:                                   | Miriam Gruber |                               |              |                                                        |

| Vipiteno 27 febbraio 2016, ore 20:00 UTC+1 | Aisulu Almaty | 2 – 3 (0-0, 2-3, 0-0) referto | Salisburgo Eagles | Disco Arena (80 spett.)\| Arbitro: \| Fabio Tirelli \| |
| Arbitro:                                   | Fabio Tirelli |                               |                   |                                                        |

### Finale 3º-4º posto
| Arbitro: | Alex Lazzeri |

|  |                |  |
|  | Shootout 1 – 0 |  |

### Finale
| Vipiteno 28 febbraio 2016, ore 14:00 UTC+1 | Vienna Sabres | 5 – 4 (2-2, 1-1, 2-1) referto | Salisburgo Eagles | Disco Arena (100 spett.)\| Arbitro: \| Miriam Gruber \| |
| Arbitro:                                   | Miriam Gruber |                               |                   |                                                         |

## Premi
Individuali
- Miglior portiere: ?
- Top Goal Scorer[5] (maggior numero di gol segnati): Kaitlin Spurling (Vienna Sabres)
- Top Scorer[6] (maggior numero di punti segnati): Anna Meixner (Vienna Sabres)